# Frank Russell
Frank Russell (Pontiac, 17 aprile 1949 – 6 settembre 2021) è stato un cestista statunitense, professionista nella NBA.
Morì nel 2021, per complicazioni da Covid-19. Era fratello di Campy e Walker Russell e  zio di Walker Russell jr.

## Carriera
Venne selezionato dai Chicago Bulls al terzo giro del Draft NBA 1972 (35ª scelta assoluta).